# Sury-aux-Bois

Sury-aux-Bois este o comună în departamentul Loiret din centrul Franței. În 1 ianuarie 2022 avea o populație de 775 de locuitori.